# Agelena mengeella
Agelena mengeella là một loài nhện trong họ Agelenidae.
Loài này thuộc chi Agelena. Agelena mengeella được Embrik Strand miêu tả năm 1942.